# Aleksander Dyżewski

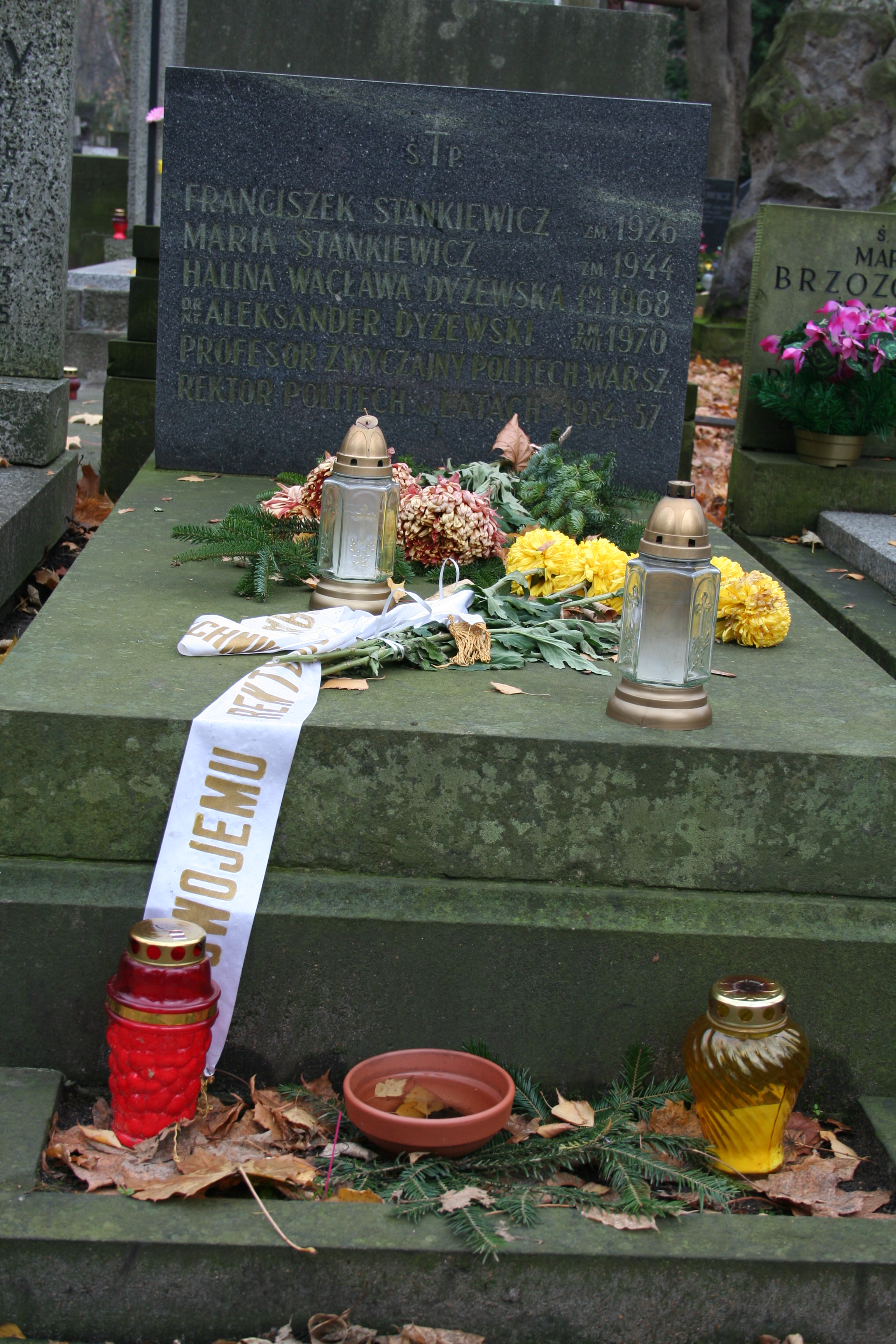
Grób Aleksandra Dyżewskiego na warszawskim cmentarzu Powązkowskim

Aleksander Julian Dyżewski (ur. 3 maja 1893 w Warszawie, zm. 17 lipca 1970 tamże) – polski inżynier dróg i mostów w Warszawie. Profesor, dziekan i rektor Politechniki Warszawskiej.

## Życiorys
Urodził się w rodzinie inteligenckiej jako syn Juliana. Po ukończeniu w 1910 szkoły średniej we Włocławku, rozpoczął studia na Wydziale Inżynierii Lądowej Szkoły Politechnicznej we Lwowie. W 1914 z powodu rozpoczęcia I wojny światowej na trzy lata przerwał studia, by w 1917 podjąć je na Wydziale Inżynierii Budowlanej Politechniki Warszawskiej. Kolejna przerwa w studiach miała miejsce od 11 listopada 1918 do 17 listopada 1920, gdy Dyżewski pełnił służbę w Wojsku Polskim (ppor. rez.), początkowo w pułku inżynieryjnym, a następnie w batalionie saperów. Po wznowieniu studiów w 1920, ukończył Politechnikę Warszawską w 1921, uzyskując dyplom inżyniera dróg i mostów.

### Praktyka zawodowa
W 1922 w Poznaniu w Towarzystwie Robót Inżynierskich Dyżewski rozpoczął praktykę inżynierską. W 1923 został kierownikiem biura technicznego. Zaprojektował i zrealizował wówczas w Poznaniu gmach fabryki kotłów parowozowych dla Dyrekcji Kolejowej w Poznaniu oraz wiele mostów i wiaduktów. Po powrocie do Warszawy w 1924 rozpoczął pracę w Towarzystwie Akcyjnym Zakładów Przemysłowych Budowlanych Fr. Martens i A. Daab, początkowo jako kierownik robót Centralnych Warsztatów Lotniczych w Dęblinie i innych obiektów na tym lotnisku, a od 1927 jako dyrektor techniczny tego Towarzystwa. Kierował także budową:
- tunelu kolejowego linii średnicowej w Warszawie,
- kościoła ss. Felicjanek w Wawrze,
- Miejskiej Piekarni Mechanicznej przy ul. Prądzyńskiego w Warszawie,
- Cegielni Miejskiej na Burakowie

oraz gmachów:
- Warszawskiej Dyrekcji Kolejowej na Pradze, przy ul. Targowej
- siedziby polskiej YMCA, przy ul. Konopnickiej
- biblioteki Wyższej Szkoły Handlowej,
- Powszechnego Zakładu Ubezpieczeń Wzajemnych w Warszawie.

W 1937 z ramienia Departamentu Budownictwa Ministerstwa Spraw Wojskowych został głównym kierownikiem budowy lotniska w Małaszewiczach k. Brześcia. Funkcję tę pełnił do rozpoczęcia II wojny światowej.

### II wojna światowa
Podczas okupacji niemieckiej był w Warszawie, a w latach 1941–1944 pracował dla Towarzystwa Zakładów Przemysłowo-Budowlanych. Po upadku powstania warszawskiego wywieziono go do Bochni, skąd udał się do Krakowa, gdzie do początku 1945 zajmował się pracą naukową. Na początku 1945 miał organizować politechnikę w Gdańsku, ale przyjął propozycję Rady Wydziału Inżynierii Politechniki Warszawskiej i rozpoczął prowadzenie wykładów z organizacji i administracji budowy. W tym samym czasie wznowił pracę w Towarzystwie Zakładów Przemysłowo-Budowlanych, gdzie pracował do 1949.

### Kariera naukowa
W 1949 uzyskał stopień doktora nauk technicznych na Wydziale Inżynierii Politechniki Warszawskiej, a rok później habilitował się. W 1950 został kontraktowym profesorem nadzwyczajnym w pierwszej w Polsce Katedrze Organizacji i Administracji Budowy (od 1952 Organizacji i Mechanizacji Budowy), a od 1952 był kierownikiem tej katedry. 30 czerwca 1954 uzyskał nominację na profesora nadzwyczajnego organizacji i administracji budowy, a 13 grudnia 1962 został profesorem zwyczajnym.
Ponadto w latach 1951/52–1953/54 był dziekanem Wydziału Budownictwa Przemysłowego, a w latach 1954–1956 rektorem Politechniki Warszawskiej. 30 września 1963 przeszedł na emeryturę.

### Działalność propagatorska
Profesor Dyżewski był również propagatorem robotniczego ruchu racjonalizatorskiego. Był opiekunem naukowego Stołecznego Klubu Racjonalizatorów Budownictwa, wiceprzewodniczącym Komitetu Współpracy Racjonalizatorów z Naukowcami, członkiem zarządu Gabinetu Technicznego dla Racjonalizatorów przy Warszawskiej Radzie Związków Zawodowych oraz wiceprzewodniczącym Rady Delegatów Politechniki Warszawskiej do spraw współpracy naukowców z racjonalizatorami.
Był również członkiem założycielem Polskiego Związku Inżynierów i Techników Budownictwa, a od 1952 członkiem Komitetu Inżynierii Lądowej Polskiej Akademii Nauk.
Zmarł 17 lipca 1970 w Warszawie, spoczywa na cmentarzu Powązkowskim (kwatera 225-6-18).

## Publikacje (wybór)
Profesor Dyżewski był autorem około 15 prac oraz licznych artykułów z dziedziny technologii i organizacji budowy, publikowanych w czasopismach technicznych, min. w „Inżynierii i Budownictwie”, „Inwestycjach” i „Przeglądzie Budowlanym”.
- Doktryna pracy równomiernej w realizacji budowlanej
- Nauka organizacji i mechanizacji budowy na Wydziale Inżynierii Politechniki Warszawskiej
- Zagadnienie stosowania koparek przedsiębiernych i podsiębiernych przy wykopach pod budynki na tle szczegółowego projektu mechanizacji
- Zasady organizacji pracy równoległej w budownictwie (1949)
- Harmonogramy budowlane (1950)
- Projektowanie organizacji budowy (1953) (redaktor trzytomowego dzieła)
- Technologia i organizacja budowy (1962)

## Ordery i odznaczenia
- Order Sztandaru Pracy II klasy (1965)
- Krzyż Oficerski Orderu Odrodzenia Polski (29 września 1955)[1]
- Złoty Krzyż Zasługi (28 sierpnia 1952)[5]
- Medal 10-lecia Polski Ludowej (19 stycznia 1955)[6]

## Nagrody
- Nagroda Państwowa III stopnia za popularyzację nowoczesnych metod w dziedzinie organizacji i mechanizacji budownictwa (1952)[7]

## Upamiętnienie
Aleksander Dyżewski jest patronem jednej z warszawskich ulic.
Od 1975 Polski Związek Inżynierów i Techników Budownictwa rokrocznie przyznaje Medal im. prof. Aleksandra Dyżewskiego. Nagroda ta przyznawana jest za wybitne osiągnięcia naukowe i praktyczne z zakresu inżynierii przedsięwzięć inwestycyjnych i procesów budowlanych, choć może być również przyznana za całokształt działalności naukowej lub praktycznej w wymienionym zakresie.